# Brandon Soppy
Brandon Soppy, né le 21 février 2002 à Aubervilliers en France, est un footballeur français qui évolue actuellement au poste d'arrière droit au FC Lausanne-Sport.

## Carrière

### Stade rennais FC
Né à Aubervilliers en France, Brandon Soppy est formé par le Stade rennais FC avec lequel il signe son premier contrat professionnel à seulement 16 ans, le 12 octobre 2018. Il fait ses débuts en professionnel le 22 août 2020, lors de la première journée de la saison 2020-2021 de Ligue 1 face au LOSC Lille. Il entre en jeu à la place de Jonas Martin lors de cette rencontre qui se solde par un match nul (1-1). Il est titularisé pour la première fois lors de la journée suivante, le 29 août, lors de la victoire de Rennes face au Montpellier HSC (2-1).
Il joue son premier match de Ligue des champions le 28 octobre 2020, face au Séville FC. Il est titularisé puis remplacé par Dalbert Henrique lors de cette rencontre perdue par son équipe (1-0 score final).

### Udinese Calcio
Le 30 août 2021, Brandon Soppy s'engage avec le club italien de l'Udinese Calcio jusqu'en juin 2026.

### Atalanta Bergame
Le 19 août 2022, Brandon Soppy quitte l'Udinese pour s'engager en faveur de l'Atalanta Bergame. Il signe un contrat de quatre ans,.
Soppy joue son premier match pour l'Atalanta le 28 août 2022, lors d'une rencontre de championnat contre l'Hellas Vérone. Il est titularisé au poste de latéral gauche et son équipe s'impose par un but à zéro ce jour-là.

### Prêts
Le 31 août 2023, Brandon Soppy rejoint le Torino FC sous la forme d'un prêt d'une saison avec option d'achat.
Très peu utilisé au Torino, Soppy est rappelé de son prêt au mercato d'hiver pour être de nouveau prêté dans la foulée le 1er février 2024, au FC Schalke 04 jusqu'à la fin de la saison et sans option d'achat,.

### En sélection nationale
Brandon Soppy représente la France en sélection. Il commence avec les moins de 16 ans, jouant au total cinq matchs avec cette sélection entre 2017 et 2018.
Avec les moins de 17 ans, il inscrit un but lors d'un match amical contre l'Angleterre, en février 2019. Il participe ensuite quelques mois plus tard au championnat d'Europe organisé en Irlande. Lors de cette compétition, il joue quatre matchs.  La France s'incline en demi-finale face à l'Italie. Quelques mois plus tard, il est retenu avec cette sélection pour disputer la Coupe du monde junior qui se déroule au Brésil. Lors de ce mondial, il se met en évidence en délivrant deux passes décisives, tout d'abord contre le Chili en phase de poule, puis contre l'Australie en huitièmes. La France se classe troisième du mondial, en battant les Pays-Bas lors de la "petite finale" (1-3 score final).

## Style de jeu
Formé au poste de défenseur central, Soppy est replacé par ses formateurs au poste de défenseur latéral droit. Il est décrit comme un joueur solide dans les duels et rapide en contre-attaque. Ses modèles sont Dani Carvajal et Aaron Wan-Bissaka.
Brandon Soppy est un joueur polyvalent pouvant jouer aux postes de piston et de latéral et ceci, à gauche comme à droite.

## Statistiques
| Saison                | Club                  | Championnat           | Championnat | Championnat | Coupe(s) nationale(s) | Coupe(s) nationale(s) | Compétition(s) continentale(s) | Compétition(s) continentale(s) | Compétition(s) continentale(s) | Total | Total |
| Saison                | Club                  | Division              | M.          | B.          | M.                    | B.                    | Comp.                          | M.                             | B.                             | M.    | B.    |
| 2020-2021             | Stade rennais FC      | Ligue 1               | 10          | 0           | -                     | -                     | C1                             | 2                              | 0                              | 12    | 0     |
| 2021-2022             | Udinese Calcio        | Serie A               | 28          | 0           | 2                     | 0                     | -                              | -                              | -                              | 30    | 0     |
| 2022-2023             | Udinese Calcio        | Serie A               | 1           | 0           | 1                     | 0                     | -                              | -                              | -                              | 2     | 0     |
| Sous-total            | Sous-total            | Sous-total            | 29          | 0           | 3                     | 0                     | -                              | -                              | -                              | 32    | 0     |
| 2022-2023             | Atalanta Bergame      | Serie A               | 15          | 0           | 1                     | 0                     | -                              | -                              | -                              | 16    | 0     |
| 2023-2024             | Torino FC (prêt)      | Serie A               | 5           | 0           | -                     | -                     | -                              | -                              | -                              | 5     | 0     |
| Total sur la carrière | Total sur la carrière | Total sur la carrière | 59          | 0           | 4                     | 0                     | -                              | 2                              | 0                              | 65    | 0     |

## Palmarès
France -17
- Coupe du monde -17 ans :
  - 3e place : 2019.